# Isla Staats
La isla Staats (en inglés: Staats Island) es una de las islas Malvinas. Se encuentra entre la isla San Rafael y isla San José, paralela a la isla del Té y posee 5 kilómetros cuadrados de superficie. Es conocido por sus zorros y guanacos de la Patagonia, ambas especies introducidas. La introducción de Guanaco ha llevado al sobrepastoreo del tussac mientras que la introducción de zorros ha tenido un efecto negativo sobre las aves residentes y no hay un programa de erradicación para eliminar los zorros de esta y otras islas en el grupo de isla San Rafael. La otra fauna en la isla deshabitada incluyen pingüinos de Magallanes y otras aves marinas.